# Connarus paniculatus
Dây quả giùm (Connarus paniculatus) là một loài thực vật có hoa trong họ Connaraceae. Loài này được Roxb. mô tả khoa học đầu tiên năm 1832.
Theo Sách tra cứu tên cây cỏ Việt Nam của TS Võ Văn Chi thì loài này có các thứ (varietas) sau:
- Connarus paniculatus var. hainanensis: dây mấu, [dây] trường điều;
- Connarus paniculatus var. paniculatus: [dây /cây] quả giùm.